# Скольченков Олександр Кузьмич
Скольченков Олександр Кузьмич (28 березня 1962 — 8 липня 1981) — радянський військовик, учасник афганської війни.

## Життєпис

Монумент Скольченкову у Дергачах

Народився 28 березня 1962 у селянській сім'ї в смт. Солоницівка.Навчався в Солоницівській середній школі, потім в ПТУ № 10 м. Харкова. Працював слюсарем-ремонтником на заводі.
Весною 1980 року був призваний до лав Радянської армії, у жовтні 1980 — відправлений рядовим в Афганістан.
Загинув 8 липня 1981.

## Нагороди
- орден Червоної Зірки (посмертно)